# The National (groupe)
Pour les articles homonymes, voir The National.
The National est un groupe de rock indépendant américain, originaire de Cincinnati, en Ohio. Il est formé en 1999 et basé à Brooklyn. Il se compose de l'auteur-compositeur-interprète Matt Berninger et des frères Dessner, Aaron et Bryce, ainsi que des frères Devendorf, Bryan et Scott.

## Biographie

### Débuts (1991–2000)
En 1991, Matt Berninger et Scott Devendorf forment leur premier groupe, Nancy, avec trois autres membres à l'université de Cincinnati, dans l'Ohio, mais le groupe se sépare en 1998 quand Matt et Scott vont à New York. Scott appelle alors son frère Bryan pour qu'il se joigne à eux, et ce dernier fait intégrer la nouvelle formation à deux de ses amis, Aaron et Bryce Dessner. Le groupe se forme en 1999 sous le nom de The National, nom choisi pour son absence de signification.

### Premiers albums (2001–2004)
Le groupe donne peu de concerts avant de sortir, en 2001, son premier album, The National. Le disque ne sortira toutefois pas en France, mais y trouve un écho favorable grâce au soutien du webzine POPnews, qui en publie une critique très positive. The National donne son premier concert français à la Guinguette Pirate de Paris, en décembre 2002.
Le deuxième album du groupe, Sad Songs for Dirty Lovers ref.cd. TAL-011, sort dans un premier temps en France, au printemps 2002, grâce au label bordelais Talitres, avant de sortir aux États-Unis en septembre. La notoriété du groupe grandit en France grâce au soutien du quotidien Libération et de la station de radio France Inter. Ce deuxième album est très bien reçu par la critique spécialisée : les sites américains Pitchfork et Drowned In Sound lui donnent respectivement une note de 8,4/10 et de 9/10, tandis que le magazine Uncut et le journal Chicago Tribune l'élisent album de l'année.
En 2004 sort le Cherry Tree EP, compilation d'inédits et de live. La même année, The National signe avec la maison de disques britannique Beggars Banquet Records.

### Alligator(2005–2006)
Alligator, troisième album du groupe, sort en 2005. Il est acclamé par la critique et le Los Angeles Times et les magazines Insound et Uncut le classent parmi les meilleurs albums de l'année. Le groupe part en tournée pour assurer la première partie de Clap Your Hands Say Yeah et Editors ; il est à l'affiche d'un grand nombre de festivals estivaux en 2006.

### Boxer(2007–2009)

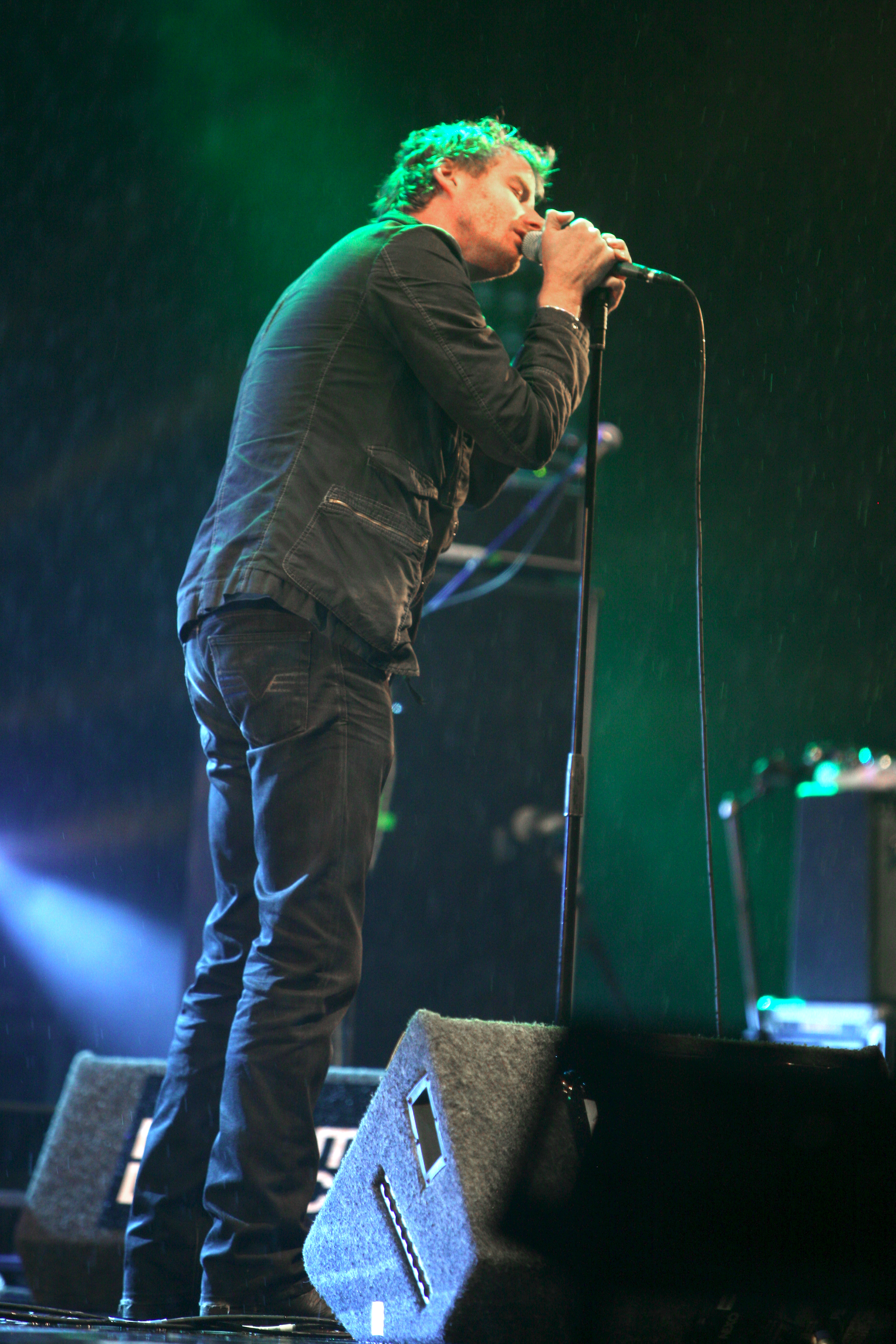
Matt Berninger lors de l'édition 2007 de La Route du Rock.

En 2007 sort Boxer, quatrième album de la formation, qui est aussi bien accueilli que les albums précédents par la presse spécialisée. Il s'agit du premier album du groupe à connaître un certain succès commercial puisqu'il arrive à la 68e place du classement Billboard 200 aux États-Unis et au 57e rang dans les charts britanniques. Le groupe assure la première partie de R.E.M. et se produit dans plusieurs festivals parmi les plus prestigieux, tels que le Festival de Roskilde, le Glastonbury Festival, Rock Werchter, et le Festival International de Benicasim.
A Skin, a Night, un documentaire réalisé par Vincent Moon sur la vie du groupe pendant l'enregistrement de Boxer, sort en mai 2008 ; il est accompagné du Virginia EP qui réunit des faces-B et des live. Lors de l'élection présidentielle américaine de 2008, les membres du groupe soutiennent la candidature de Barack Obama. La même année, Aaron et Bryce Dessner collaborent avec le compositeur de musique minimaliste Steve Reich pour l'enregistrement et l'exécution de la pièce 2×5. Les deux frères s'investissent en 2009 en tant que producteurs dans la compilation Dark Was the Night, vendue au bénéfice de la lutte contre le SIDA.

### High Violet(2010–2012)
Le cinquième album du groupe, High Violet sort en 2010, et reçoit le même accueil triomphal que ses prédécesseurs de la part de la critique. Cet album consacre également la formation auprès du public puisqu'il atteint la 3e place du classement Billboard 200 aux États-Unis, le 5e rang des charts britanniques et devient disque d'or dans de nombreux pays. High Violet remporte le Q Award du meilleur album.
En 2011, le groupe compose Exile Vilify, un titre exclusif à Portal 2, un jeu vidéo développé par Valve Corporation. 
En 2012, le groupe, et notamment Matt Berninger, enregistre la chanson The Rains of Castamere (Les Pluies de Castamere en français) pour la saison 2 de la série Le Trône de fer, chanson dont les paroles sont tirées du troisième tome de la saga, A Storm of Swords. Elle apparaît chantée par un groupe de Lannister durant le neuvième épisode, puis lors du générique de fin, cette fois-ci interprétée par The National. 
Lors de la campagne pour l'élection présidentielle américaine de 2012, le groupe soutient à nouveau la candidature de Barack Obama.

### Trouble Will Find Me(2013–2016)

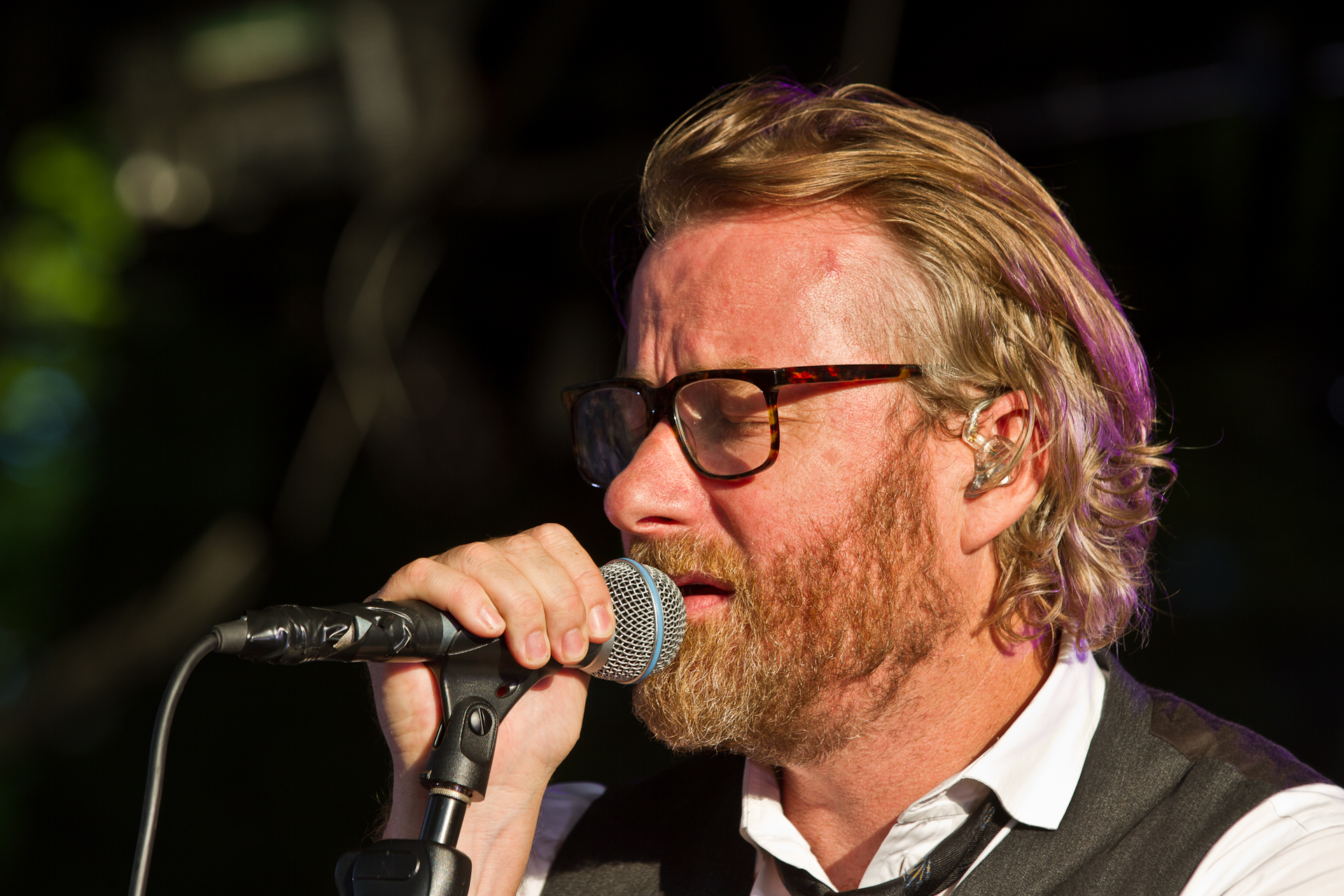
Matt Berninger au Tanzbrunnen, à Cologne.

Le sixième album studio du groupe, Trouble Will Find Me, sort le 21 mai 2013. Il entre directement à la troisième place du classement Billboard 200 avec 75 000 copies vendues la première semaine et se classe également dans le top 10 de nombreux pays. Pour cet album, le groupe a fait appel à des musiciens proches, tels que Sufjan Stevens, St. Vincent ou encore le français Rone. Le groupe joue Graceless et I Need My Girl lors du Saturday Night Live le 8 mars 2014.
Le 2 avril 2015, The National publie le single Sunshine on My Back. La chanson est disponible en téléchargement gratuit seulement après location ou achat de leur documentaire Mistaken for Strangers sur le site web officiel. La chanson vient de leur session d'enregistrement pour Trouble Will Find Me et fait participer Sharon van Etten,. Le 16 octobre 2015, le groupe joue le morceau Roman Candle (qui sera ensuite sorti sous le titre Walk It Back sur Sleep Well Beast) au Troubadour de Los Angeles. En novembre 2015, Berninger exprime son désir de jouer de nouvelles chansons sur scène avant de les enregistrer : « En été 2016, on fera tout plein de shows avec tout plein de nouveaux trucs avant la sortie d'un nouvel album. » Le 2 mars 2016, le groupe est annoncé en tête d'affiche du festival britannique Latitude Festival.

### Sleep Well BeastetI Am Easy to Find
En août 2016, Berninger indique que l'album comprendra des influences de musique électronique.
Le 11 mai 2017 sort le single The System Only Dreams in Total Darkness . 
Le nouvel album, Sleep Well Beast, est annoncé puis publié le 8 septembre 2017.
Le deuxième single, Guilty Party, sort le 28 juin 2017. 
Le troisième single, Carin at the Liquor Store, sort le 8 août 2017. 
Le quatrième single, Day I Die sort le 29 août 2017 .
Le groupe prévoit une tournée en soutien à l'album pour septembre 2017. En août 2017, The System Only Dreams in Total Darkness devient le premier single à atteindre la première place des Adult Alternative Songs au classement Billboard.
Début mars 2019, Aaron Dessner annonce que le nouvel album du groupe, I Am Easy to Find, sortira le 17 mai.

## Membres
- Matt Berninger - chant
- Aaron Dessner - guitare, claviers
- Bryce Dessner - guitare
- Bryan Devendorf - batterie, percussions
- Scott Devendorf - basse

## Discographie

### Albums studio
- 2001 : The National
- 2003 : Sad Songs for Dirty Lovers
- 2005 : Alligator
- 2007 : Boxer
- 2010 : High Violet
- 2013 : Trouble Will Find Me
- 2017 : Sleep Well Beast
- 2019 : I Am Easy to Find
- 2023 : First Two Pages of Frankenstein
- 2023 : Laugh Track

### Compilations et Albums en public
- 2024 : Rome (Concert enregistré au Cavea at Auditorium Parco della Musica Ennio Morricone, le 3 juin 2024)

### Singles
- Abel (14 mars 2005)
- Secret Meeting (29 août 2005)
- Lit Up (14 novembre 2005)
- Mistaken for Strangers (30 avril 2007)
- Apartment Story (5 novembre 2007)
- Fake Empire (23 juin 2008)
- Bloodbuzz Ohio (3 mai 2010)
- Anyone's Ghost (28 juin 2010)
- Terrible Love (22 novembre 2010)
- Conversation 16 (29 mars 2011)
- Demons (mai 2013)

### Bandes originales
- La chanson Start A War a été utilisée dans l'épisode 9 de la saison 7 de Dr House en 2010.
- La chanson Runaway a été utilisée dans le film Starbuck de Ken Scott en 2011 et dans le film Warm Bodies en 2013.
- En 2011 dans le film Warrior de Gavin O'Connor ont été utilisées les chansons Start a War pour la scène d'ouverture, et About Today pour la scène finale du combat entre Tommy et Brandon.
- La chanson England a été utilisée dans le film Je te promets (The Vow) en 2012.
- La chanson Gospel a été utilisée dans le film  L'Amour malgré tout (Stuck in Love) de Josh Boone  en 2012.
- La chanson Slow Show a été utilisée dans la saison 5 des Frères Scott Et dans l’épisode 13 de la saison 2 de Gossip Girl
- La chanson The Rains of Castamere chantée lors du générique de fin de l'épisode 9 de la saison 2 de la série Game of Thrones.
- La chanson Lean figure dans la bande originale de Hunger Games : L'Embrasement.
- La chanson Fake Empire a été utilisée dans l'épisode 3 de la saison 2 de Chuck.
- La chanson Fake Empire a été utilisée dans l'épisode 9 de la saison 5 de la série Person of Interest.
- La chanson Terrible Love a été utilisée dans l'épisode 22 de la saison 1 de Beauty and the Beast, dans l'épisode 20 de la saison 4 de Vampire Diaries ainsi que dans le film  Un choix sorti en 2016.
- La chanson About Today a été utilisée dans le film The East en 2013.
- La chanson Start A War a été utilisée dans le film St. Vincent en 2014
- La chanson Afraid of Everyone a été utilisée dans le film Good Kill en 2015.
- La chanson I Need My Girl  a été utilisée dans l'épisode 10 de la saison 1 de You en 2018.